# St. Sebastian und Vitus (Bretzingen)

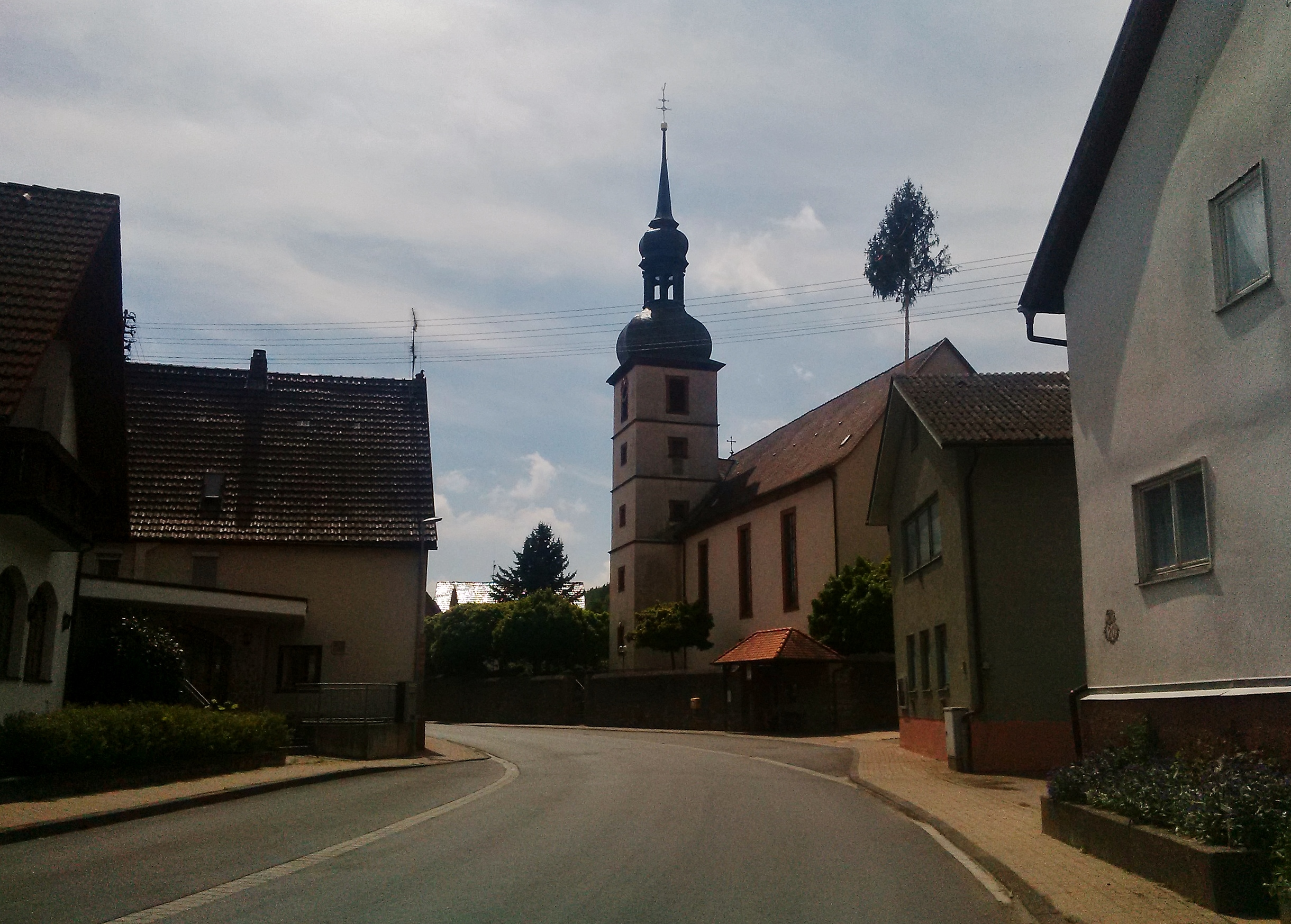
St. Sebastian und Vitus in Bretzingen

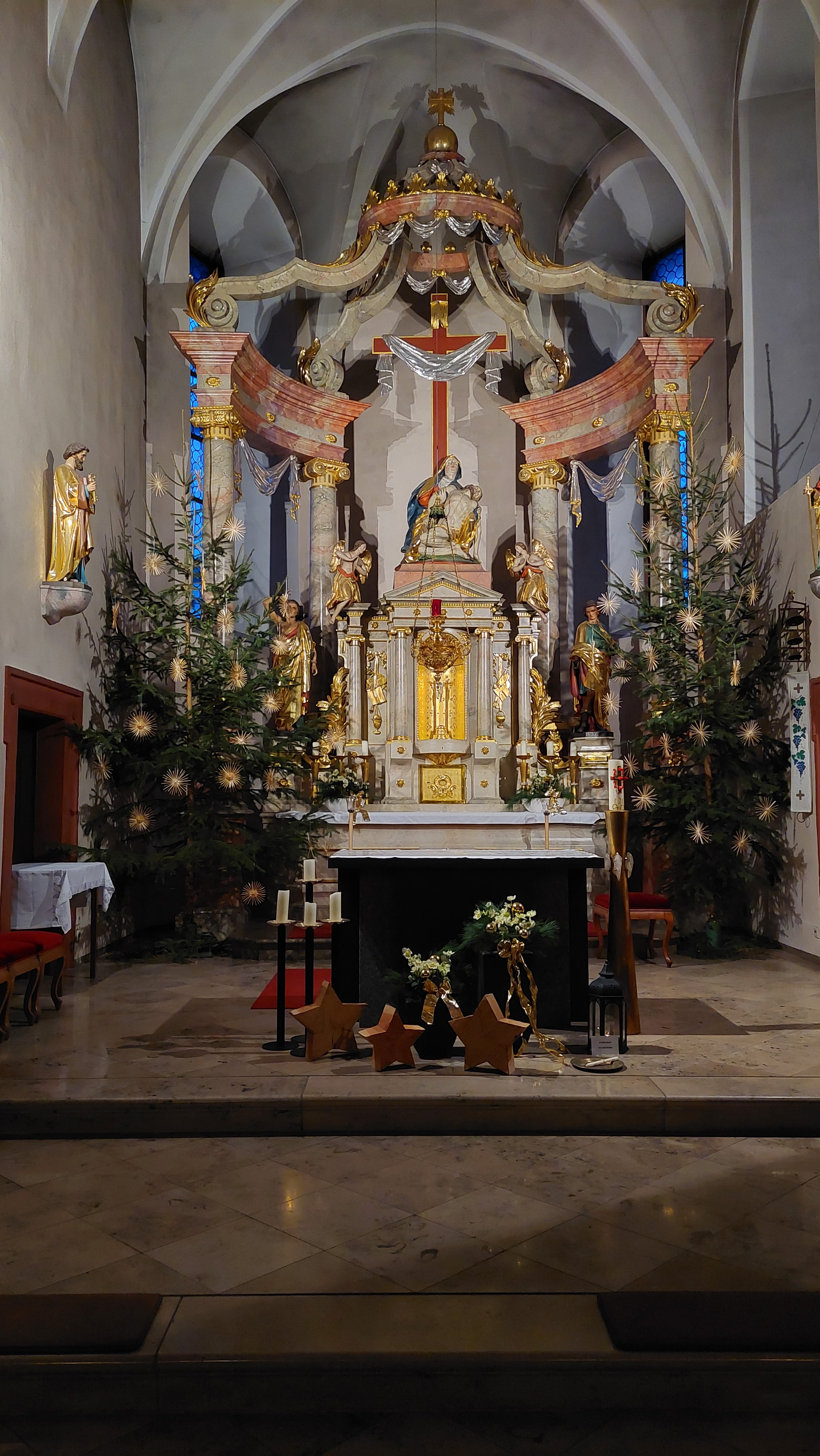
Hochaltar

Die römisch-katholische Pfarrkirche St. Sebastian und Vitus steht in Bretzingen, einem Ortsteil der Gemeinde Hardheim im Neckar-Odenwald-Kreis in Baden-Württemberg. Das Bauwerk ist beim Landesamt für Denkmalpflege Baden-Württemberg als Baudenkmal eingetragen. Die Kirchengemeinde gehört zum Dekanat Mosbach-Buchen im Erzbistum Freiburg.

## Beschreibung
Die Saalkirche wurde 1698 bis 1701 erbaut. Sie besteht aus einem Langhaus, einem eingezogenen, dreiseitig geschlossenen Chor im Süden, einem Chorflankenturm an der Ostwand, der mit einer Zwiebelhaube bedeckt ist, die von einer Laterne bekrönt wird, und der Sakristei an der Westwand des Chors. Das oberste Geschoss des Chorflankenturms beherbergt die Turmuhr und den Glockenstuhl, in dem vier Kirchenglocken hängen.
Der Innenraum des Langhauses ist mit einer Flachdecke überspannt. Teile der barocken Kirchenausstattung sowie eine spätgotische Statuette des heiligen Veit sind noch erhalten. Der klassizistische Hochaltar, auf dessen Altarretabel eine Pietà dargestellt ist, wurde 1986/88 nach Bretzingen übertragen. Die Orgel wurde 1904 von Wilhelm Schwarz & Sohn gebaut.